# Giuseppe Jacobini
Giuseppe Jacobini (23 gennaio 1941) è un giornalista e conduttore televisivo italiano.
Dopo aver collaborato con alcuni quotidiani italiani e testate internazionali, è stato caporedattore RAI, dove ha realizzato, come autore e conduttore, numerosi programmi televisivi di economia e finanza internazionali (Prima Edizione, Il Gatto e la Volpe, Affari di famiglia, Money Line, Economia Domani, Pianeta Economia). Nel 1996 ha ricevuto il premio Saint-Vincent per la Divulgazione economica televisiva. Nel 2008 ha fondato e dirige a tutt'oggi il Giornale Europeo.

## Biografia
Laureato in Scienze Politiche all'Università Statale di Milano, ha maturato esperienze lavorative presso la società Olivetti di Ivrea e presso l'IPACRI (Istituto per l'Automazione delle Casse di Risparmio Italiane). Contemporaneamente, ha iniziato un'intensa attività nel campo del giornalismo e della comunicazione.

### Esperienze giornalistiche dal 1972 al 1984
Dal 1972 al 1974 Giuseppe Jacobini è stato redattore del quotidiano economico e finanziario Ore 12 e, dal 1971 al 1975, caporedattore della Agenzia Parlamentare Stampital, diretta Ignazio Galli. Come giornalista economico, tra il 1979 e il 1988, ha scritto sui maggiori quotidiani e settimanali italiani: Il Sole 24 Ore, il Messaggero, il Tempo, il Resto del Carlino, Mondo Economico, Il Mondo, ecc. Sul Sole 24 ha tra l'altro pubblicato in questi anni un'intervista in esclusiva al Ministro delle Finanze del Brasile Ernane Galvêas. Nel 1976 ha iniziato la collaborazione con la Radio della Svizzera Italiana. Dal 1977 al 1978, trasferitosi in Canada, è stato corrispondente della Radiotelevisione della Svizzera Italiana a Toronto, e, a seguito della richiesta della Davidson Communications nell'ambito del Multicultural Programs voluto dal presidente Pierre Trudeau, ha organizzato, diretto e condotto in video i programmi culturali e di informazione in lingua italiana previsti dal governo canadese.

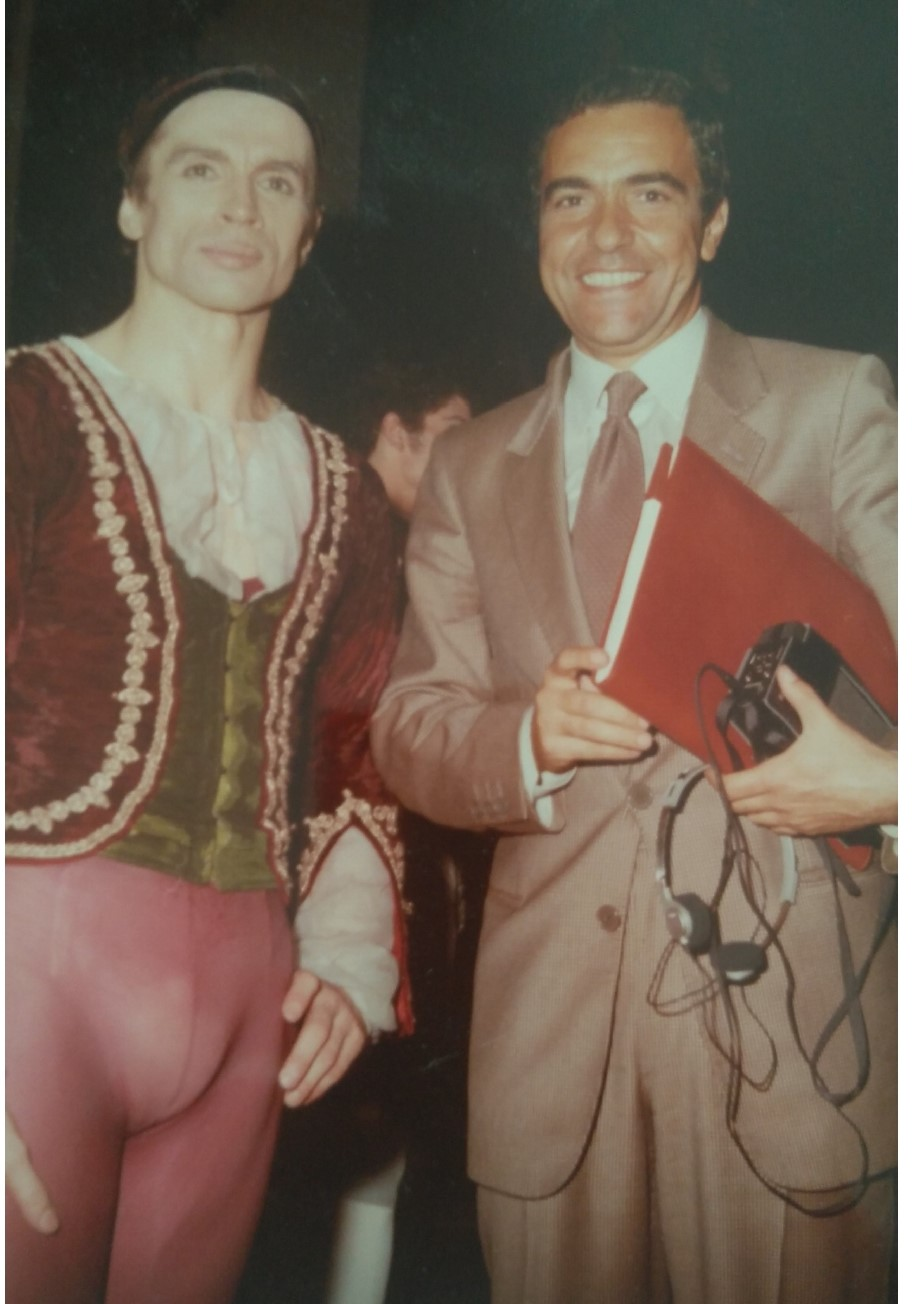
Intervista a Rudol'f Nureev (1981)

Rientrato in Italia, tra il 1979 e il 1984 ha proseguito l'attività di giornalista per la Radio della Svizzera Italiana, per la quale ha tra l'altro realizzato un'intervista esclusiva con il ballerino Rudol'f Nureev  (25 marzo 1981). Ha seguito in particolare le problematiche della droga degli italiani all'estero, realizzando da Bangkok un reportage sulla condanna di Giuseppe Castrogiovanni (luglio 1980), diffuso, oltre che dalla Radio della Svizzera Italiana, anche dal GR2 e Tg2 della Rai, e pubblicato dal settimanale Gente  e da Paris Match (1981). 

### Attività in RAI
Ha iniziato a lavorare in Rai come co-autore con Mario Pastore e Enza Sampò  di Prima Edizione, programma televisivo del mattino di Rai 2 (1988/1990), capostruttura Leonardo Valente.
Già giornalista pubblicista, nel 1988 viene iscritto nell'albo dei professionisti Nel 1989 è assunto dalla RAI con contratto giornalistico a tempo indeterminato.
Dal 1987 al 1990, è ideatore, autore e conduttore per RAI 2 del programma televisivo Economia e Finanza, il primo quotidiano di analisi e approfondimento dell'attualità economico-finanziaria del mattino, in collegamento con i mercati finanziari asiatici (per un totale di 540 puntate) Hanno partecipato a questo programma numerosi premi Nobel dell'Economia e i maggiori esperti del mondo dell'economia e della finanza, nazionale e internazionale.
Dal 1990 al 1991 è stato ideatore, autore e conduttore per RAI 2 del programma televisivo Il Gatto e la Volpe, settimanale di economia e finanza a difesa dei consumatori e dei risparmiatori. Il format del programma è stato acquistato dalla televisione spagnola.
Su incarico di Leonardo Valente, nel 1991 ha realizzato per la RAI una serie di interviste negli Stati Uniti e in Inghilterra a grandi economisti del MIT - Massachusetts Institute of Technology, dell'Università di Harvard, della London School of Business and Finance e London School of Economics and Political Science.
Nel 1992 ha svolto per la RAI-TGR l'inchiesta su Roma Capitale, unico reportage giornalistico che ha rappresentato la RAI alla Conferenza internazionale CIRCOM - Cooperative Internationale de Recherche et d'Action en Matière de Communication, a Valencia, riservata alle televisioni di 32 paesi europei, ottenendo il primo premio.
Tra il 1992 e il 1993 ha trasferito il format di Economia e Finanza alla sede RAI di Milano, dove ha creato il TGR Economia (Piazza Affari) con la stessa formula e gli stessi criteri editoriali di  Economia e Finanza, conducendo il programma dalla sede RAI di Milano.
In qualità di inviato speciale RAI, ha partecipato a numerosi vertici internazionali della Banca Mondiale, del Fondo Monetario Internazionale, dei G7 e al World Economic Forum di Davos (1992/2002).
A New York ha realizzato in esclusiva per l'Italia (RAI TG3) il servizio giornalistico sullo scandalo BNL Atlanta (settembre 1992) e, successivamente, l'intervista al già Presidente BNL Nerio Nesi.
Nel 1995 ha ottenuto la nomina a Capo Redattore della RAI.
Nel 1995 e 1996 è stato ideatore, autore e conduttore di  Money Line, settimanale di economia e finanza di RAI Tre in onda in seconda serata (con Alan Friedman)nonché di  Economia Domani, nuovo programma settimanale televisivo di analisi e approfondimento di informazione economico-finanziaria, in onda alle ore 20.00 su RAI 3.
Nel 1997 è stato ideatore, autore e conduttore di Affari di famiglia, programma settimanale di approfondimento e di divulgazione economica in onda la domenica alle ore 20.00 su RAI Tre.
Dal 1999 al 2003 è stato responsabile editoriale e autore della versione italiana di Pianeta Economia/Global Economic Review, programma televisivo bilingue in coproduzione con l'International Herald Tribune, condotto da Giuseppe Jacobini con Alan Friedman. A Rai News 24 ha curato l'analisi e l'approfondimento dei mercati finanziari internazionali, conducendo ogni sera il collegamento in diretta con la sede dell'International Herald Tribune di New York.

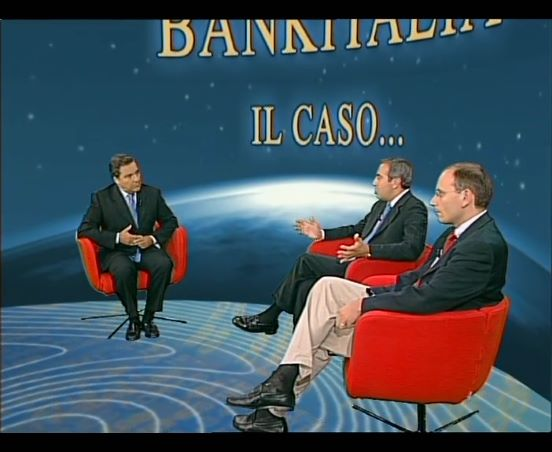
Pianeta Economia, con Enrico Letta e Maurizio Gasparri

Dal 2004 al 2006 ha diretto e curato come autore e conduttore il nuovo programma di economia e finanza internazionale Pianeta Economia, realizzato in collaborazione esclusiva con il settimanale londinese The Economist

### Premi e riconoscimenti
- 1988 - Premio INA per la realizzazione di Economia e Finanza, giuria di giornalisti economici.
- 1991 - Riconoscimento  Lacef (Laboratorio per la comunicazione economica e finanziaria dell'Università Bocconi di Milano, diretto da Paolo Murialdi), per la trasmissione Il gatto e la Volpe, valutata, in una ricerca internazionale, come “programma pionieristico della RAI per l'analisi e la divulgazione dell'economia e della finanza in televisione”.
- 1992 - Premio internazionale CIRCOM a Valencia per il reportage Roma Capitale, giuria di direttori di 32 televisioni estere.
- 1995 - Riconoscimento dell'Unione Consumatori per la trasmissione Money line, come programma di servizio per la qualità dei contenuti (classificata al primo posto su 119 programmi televisivi valutati).Consegna a Giuseppe Jacobini del Premio Saint-Vincent per l'Economia, 12 ottobre 1996.

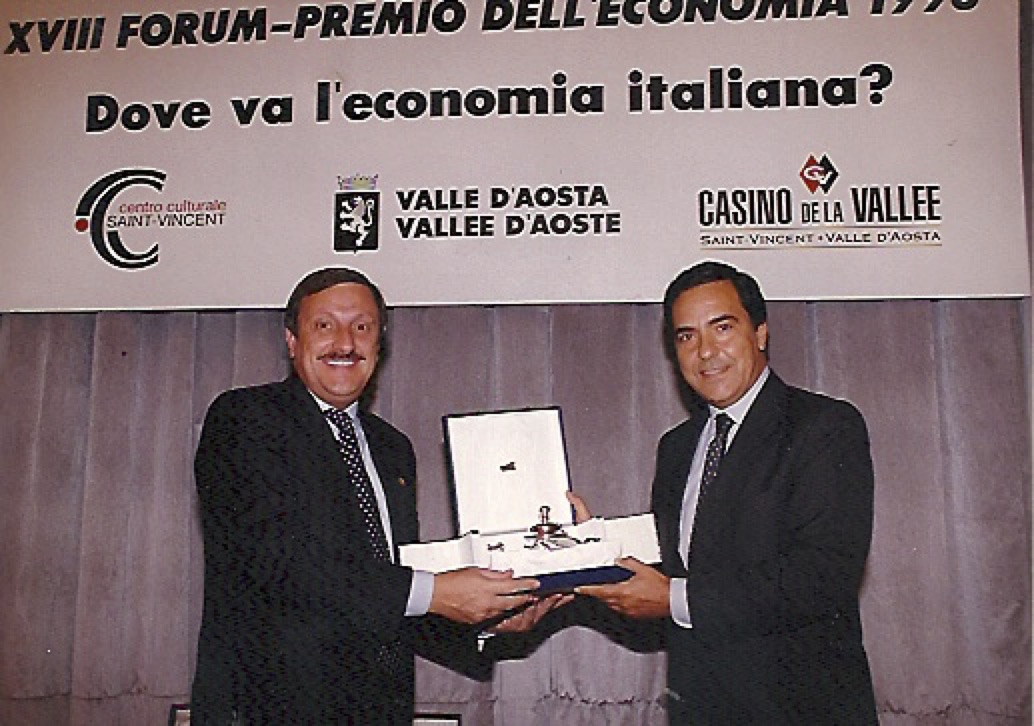
Consegna a Giuseppe Jacobini del Premio Saint-Vincent per l'Economia, 12 ottobre 1996.

- 1996 - Premio Saint-Vincent per il giornalismo economico televisivo “come divulgatore scientifico di economia e per le qualità delle trasmissioni televisive dedicate all'economia ed alla finanza”, giuria di economisti.
- 2000 - Premio Telly Awards (USA) per “l'alta qualità del programma Pianeta Economia/Global Economic Review," giuria di produttori televisivi americani.
- 2001 - 53° Prix Italia, International Competition for Radio, Television and Web, premio speciale Cardine, per la qualità dell'informazione televisiva sull'economia e la finanza internazionale del programma Pianeta Economia, giuria di giornalisti, accademici ed esperti internazionali.

### Docenza universitaria
Dal 1990 al 1992 è docente di Informazione economica televisiva alla Libera università internazionale degli studi sociali Guido Carli (Luiss) di Roma, Scuola di Specializzazione post laurea in Giornalismo e Comunicazione.
Dal 1994 al 2005, è titolare del corso di Teorie e Tecniche del linguaggio radiotelevisivo presso l'Università degli Studi di Salerno, Facoltà di Lettere e Filosofia, corso di laurea in Scienze della Comunicazione, dove ha ideato e diretto l'Osservatorio per l'analisi qualitativa dell'informazione televisiva.
1998, docente al seminario di Comunicazione di Impresa presso l'Università della Calabria, corso di Laurea in Economia Aziendale.
1999, docente di Comunicazione di Impresa al Corso 8° MBA, modulo Comunicazione di Impresa dello STOÀ - Ercolano, Napoli, 1999.
Dal 2005 al 2007 insegna alla Facoltà di Lettere e filosofia dell'Università degli Studi di Napoli "L'Orientale", dove è titolare della cattedra di Linguaggio televisivo.
Dal 2006 al 2011 è titolare del corso di Giornalismo politico ed economico all'Università degli Studi di Roma "La Sapienza", Facoltà di Scienze della Comunicazione.

### Pubblicazioni
- L'informazione digitale, Rubbettino, Soveria Mannelli (Cz), 2002[18]
- Nuovo giornalismo, nuova comunicazione, nuove professioni nell'era digitale, Rubbettino, Soveria Mannelli, 2003[19].
- Edda Mussolini Ciano, da personaggio storico a personaggio televisivo, in Cezary Bronowski (a cura di), La figura femminile nella narrativa e nella drammaturgia europea del primo Novecento, Wydawnictwo Uniwersytetu Mikolaja Kopernika, Toruń, 2007[20].
- Bruxelles, capitale de l'Union Européenne, in Annamaria Laserra (a cura di), Album Belgique, PIE – Peter Lang, Bruxelles, 2010[21]